# Because of You (canção de The Cover Girls)
"Because of You" (em português:  Por Causa de Você) é o terceiro single do álbum Show Me, lançado pelo grupo de freestyle The Cover Girls em 1987. É o single de maior sucesso do álbum Show Me, chegando a posição #27 na Billboard Hot 100. É uma das poucas canções de freestyle (não incluindo as baladas) a passar a barreira do Top 40 da Hot 100.

## Faixas
7" Single
| N.º | Título                                | Duração |  |
| 1.  | "Because of You"                      | 3:55    |  |
| 2.  | "Because of You" (Percapella Version) | 3:45    |  |

12" Single
| N.º | Título                                  | Duração |  |
| 1.  | "Because of You" (Remixed Club Version) | 6:43    |  |
| 2.  | "Because of You" (Percapella Version)   | 6:05    |  |
| 3.  | "Because of You" (Hearthrob Dub)        | 6:40    |  |
| 4.  | "Because of You" (Done Properly Dub)    | 6:25    |  |

12" Single (Promo)
| N.º | Título                              | Duração |  |
| 1.  | "Because of You" (Remix)            | 5:40    |  |
| 2.  | "Because of You" (Original Version) | 5:38    |  |
| 3.  | "Because of You" (7" Single Edit)   | 3:55    |  |

## Posições nas paradas musicais
| Parada musical (1987/1988)                          | Melhor posição |
| --------------------------------------------------- | -------------- |
| Estados Unidos - Billboard Hot 100                  | 27             |
| Estados Unidos - Hot Dance Music/Club Play          | 16             |
| Estados Unidos - Hot Dance Music/Maxi-Singles Sales | 8              |
| Estados Unidos - Hot R&B/Hip-Hop Singles & Tracks   | 47             |